# Adam Drath
Adam Marian Czesław Drath (ur. 2 października 1904 w Sieniawie, pow. jarosławski, zm. 5 lipca 1942 na pustyni Chasz, w Afganistanie) – polski geolog, inżynier górnik, specjalista geologii złóż surowców mineralnych, a zwłaszcza złóż węgla kamiennego.

## Życiorys
Do szkoły powszechnej uczęszczał najpierw w Jarosławiu, a następnie we Lwowie. W gimnazjum klasycznym uczył się we Lwowie i w Toruniu, gdzie w 1922 otrzymał świadectwo maturalne. W tym samym roku wstąpił na Wydział Górniczy AGH w Krakowie. W 1929 uzyskał tytuł inżyniera górniczego.
W 1928 był zatrudniony przez Galicyjskie Towarzystwo Kopalń w Libiążu przy poszukiwaniach złóż węgla oraz rud cynku i ołowiu, a w 1930 przez Towarzystwo Seismos z Hanoweru przy badaniach sejsmicznych prowadzonych na Podkarpaciu dla Komisji Soli Potasowych Ministerstwa Przemysłu i Handlu i Spółki Akcyjnej Pionier we Lwowie.
Pod koniec 1930 otrzymał stypendium Funduszu Kultury Narodowej w Warszawie, które przeznaczył na zapoznanie się ze złożami węgla kamiennego i brunatnego w Niemczech i we Francji. W Stanach Zjednoczonych studiował geologię i geofizykę stosowaną na Uniwersytecie Massachusetts i na Uniwersytecie Harvarda w Cambridge, gdzie w maju 1932 otrzymał tytuł Master of Science.
W połowie 1932 powrócił do kraju i do końca tego roku pracował w Państwowym Instytucie Geologicznym w Warszawie. Był zatrudniony przy badaniach sejsmicznych na Podkarpaciu prowadzonych dla Spółki Pionier ze Lwowa.
Następnie w 1933 przeniósł się na AGH w Krakowie, na stanowisko asystenta w Katedrze Geologii Stosowanej. Rok później został starszym asystentem. W lutym 1936 uzyskał stopień doktora nauk technicznych, a nieco później został współpracownikiem Komisji Fizjograficznej Polskiej Akademii Umiejętności. Oprócz wykładów z geologii złóż węglowych wykonywał również prace na zlecenie różnych polskich firm (m.in. zdjęcie geologiczne obszaru między rzeką Białą i Dunajcem dla firmy Polmin i ocenę występowania rud żelaza w Klesowie dla Związku Celowego Powiatów Śląskich dla Eksploatacji Kamieniołomów). W latach 1938–1939, jako współpracownik Państwowego Instytutu Geologicznego opracował dokumentacje węgli kamiennych w kopalniach Radzionków i Dębieńsko.
W 1936 otrzymał ponownie miesięczne stypendium Funduszu Kultury Narodowej dla zapoznania się z badaniami węgli w Niemczech. W 1937 przez miesiąc badał złoża rud żelaza, manganu i pirytu w Grecji. W czerwcu 1939 habilitował się na podstawie pracy Badania petrograficzne boghedu z kopalni Radzionków, Górny Śląsk. W międzyczasie otrzymał zaproszenie od rządu Afganistanu do przeprowadzenia poszukiwań złóż surowców mineralnych w tym kraju.
W lipcu 1939 wyjechał do Kabulu, gdzie zastał go wybuch II wojny światowej. W Afganistanie podjął poszukiwania złóż węgla kamiennego. Wykonywał też liczne ekspertyzy dla Ministerstwa Górnictwa Afganistanu. Po wygaśnięciu pierwotnego kontraktu został mianowany naczelnym geologiem Ministerstwa Górnictwa Królestwa Afganistanu. W połowie 1942 badał możliwość eksploatacji soli w miejscowości Szuszki na pustyni Chasz. Podczas prowadzenia tych badań nagle zmarł. Po śmierci pochowany został w miejscowości Farah.